# Fotografías trucadas en la Unión Soviética
Se ha acusado a las autoridades de la extinta Unión Soviética, de practicar la modificación de fotografías con fines propagandísticos y de "reescritura del pasado". Según estas acusaciones, las fotografías se recortaban con un afilado escalpelo, y se disimulaba el corte con un aerógrafo para volver a fotografiar de nuevo la foto modificada. De estas prácticas y de que, en inglés, "aerógrafo" se dice airbrush (literalmente, "pincel de aire" o "aeropincel"), han nacido expresiones (en inglés) como airbrush out, que significan borrar algo o a alguien de una fotografía.
Las técnicas de modificación son muy primitivas en comparación con las técnicas digitales modernas, y requerían de gran pericia y de técnicos muy hábiles. En algunas de estas fotografías la modificación es muy tosca y fácil de identificar. Hoy en día, se consideran las siguientes explicaciones para el aspecto burdo de las fotografías:
- La tosquedad es evidente sólo para nosotros, que poseemos actualmente una cultura iconográfica más amplia que la de los receptores de las fotografías modificadas, que carecían de nuestra sofisticación visual.
- La tosquedad era inintencionada e imposible de evitar, ya que los medios técnicos de la época no posibilitaban un trabajo mejor.

## 1919
Lev Trotski, a pesar de su gran importancia para la revolución de 1917, "cayó en desgracia" entre 1925 y 1929, siendo apartado del poder en una disputa interna dentro del Partido Comunista de la Unión Soviética.

## 1920
Este es uno de los ejemplos de modificación fotográfica en la Unión Soviética. En la fotografía original se ve a Lenin y a Trotski, frente al Teatro Bolshói de Moscú. Tras la caída en desgracia de Trotski se haría una versión retocada, en la cual se eliminaría su figura de las fotografías.

## 1945
|  |  |  |

El 2 de mayo de 1945, el fotógrafo soviético Yevgeni Jaldéi tomó la famosa fotografía sobre el techo del Reichstag (el antiguo parlamento imperial), edificio icónico alemán, que ya había sido quemado desde 1933, y que fue fuertemente defendido por los militares alemanes, pocos días antes, el 30 de abril de 1945. Al no disponer de ninguna bandera soviética, Jaldéi improvisó una bandera con tres manteles rojos cosidos (las costuras son visibles en la fotografía), utilizados para las conferencias, sobre los que se cosieron una hoz y un martillo improvisados (nótese que la estrella amarilla no es un pentáculo perfecto). Jaldéi afirmó que todavía se luchaba contra los alemanes en el Reichstag al tomarse esta fotografía. No obstante, la tranquilidad con la que parecen andar las fuerzas soviéticas en la calle hace pensar que la lucha ya había terminado.
Varios soldados soviéticos han reclamado el honor de haber formado parte del grupo que sujetó la improvisada bandera, como Alexei Kovalyov, Leonid Gorytshov, Abdulchakim Ismailov, Alexei Berest, Konstantin Samsonov y el español Francisco Ripoll, entonces con el nombre ruso de Vladimir Dubrosky, entre otros.
También, se afirma que ese 2 de mayo de 1945, aunque sin fotógrafo, otra gran bandera roja fue colocada en otro edificio de la Alemania nazi, en el Reichskanzlei (la antigua cancillería imperial), por una mujer soldado soviética, llamada Anna Vladimirovna Nikulina.
Por otra parte, la historiografía soviética cuenta que fue en la tarde del 30 de abril de 1945, cuando dos soldados soviéticos, uno de origen georgiano Melitón Kantaria, y otro de origen ruso Mijaíl Yegórov, colocaron la bandera de la victoria en el techo del Edificio del Reichstag en Berlín. Sin embargo, otras versiones afirman que la colocación de la bandera fue realizada durante la noche de ese 30 de abril de 1945, por el soldado soviético Petrovich Minin, apoyado por otros tres soldados soviéticos, G. Zagitov, A. Lisimenko y A. Bobrov, pero que por razones propagandísticas, fueron seleccionados otros dos soldados soviéticos, uno de origen georgiano y otro de origen ruso, como supuestos protagonistas de este hecho, agregando que la fotografía que sirvió para documentar el hecho, fue realizada dos días después, el 2 de mayo de 1945.
En las fotografías pueden verse dos modificaciones. En la primera, el fotógrafo añadió humo en el horizonte, para dar más dramatismo y reforzar su afirmación de que aún se combatía en Berlín en el momento de tomar la fotografía, aunque en dicha zona ya prácticamente no quedaba resistencia alemana el día 2 de mayo. Un mes después de tomar la fotografía, se ordenó una nueva manipulación por parte de las autoridades soviéticas, en la que se eliminó el reloj de la mano derecha del oficial (gorra de plato), porque los censores soviéticos consideraban que el lucir dos relojes de pulsera daría una imagen de saqueadores al Ejército Rojo. También se oscureció el humo de fondo.

Reforzando aún más la hipótesis de la fotografía "posada" tras el final de los combates, el tanque que aparece en la parte inferior izquierda de la fotografía es un T-34/85. Las bandas blancas en los lados de la torreta servían para la identificación del tanque desde el aire, ya que los soviéticos tenían una total supremacía aérea en esta fase de la guerra.
El contexto de Berlín en esos días puede explicarse de la forma siguiente, el 24 de abril de 1945, el ejército soviético ya tenía una ventaja en número de soldados, de diez a uno, frente al ejército alemán, pero avanzaba con grandes pérdidas por las avenidas berlinesas. El día 25 de abril tomaron el aeropuerto de Tempelhof y el distrito de Mitte. El día 26 de abril conquistaron Zehlendorf. El día 27 de abril llegaron hasta Spandau y Pankov. En los días 28 y 29 de abril atravesaron los puentes sobre el Landwehr y avanzaron hacia la Cancillería. El día 30 de abril, el anillo soviético se cerró sobre el edificio del Reichstag, la Postdammer Platz y la Puerta de Brandemburgo, mientras los soldados alemanes retrocedían por la Friedrichstrasse, para atrincherarse cerca del búnker que era lo último que les quedaba en la zona, capitulando el 30 de abril de 1945, por lo cual, en los días 1 y 2 de mayo de 1945 ya habían cesado los combates en esta área.